# جيش الراين البريطاني
كان هناك تشكيلان اسمه الجيش البريطاني لنهر الراين ( BAOR ). كلاهما كانا في الأصل قوات احتلال في ألمانيا، واحدة بعد الحرب العالمية الأولى، والأخرى بعد الحرب العالمية الثانية. كان لكل من التشكيلات مناطق مسؤولية تقع حول القسم الألماني من نهر الراين.

## التاريخ

### 1919-1929

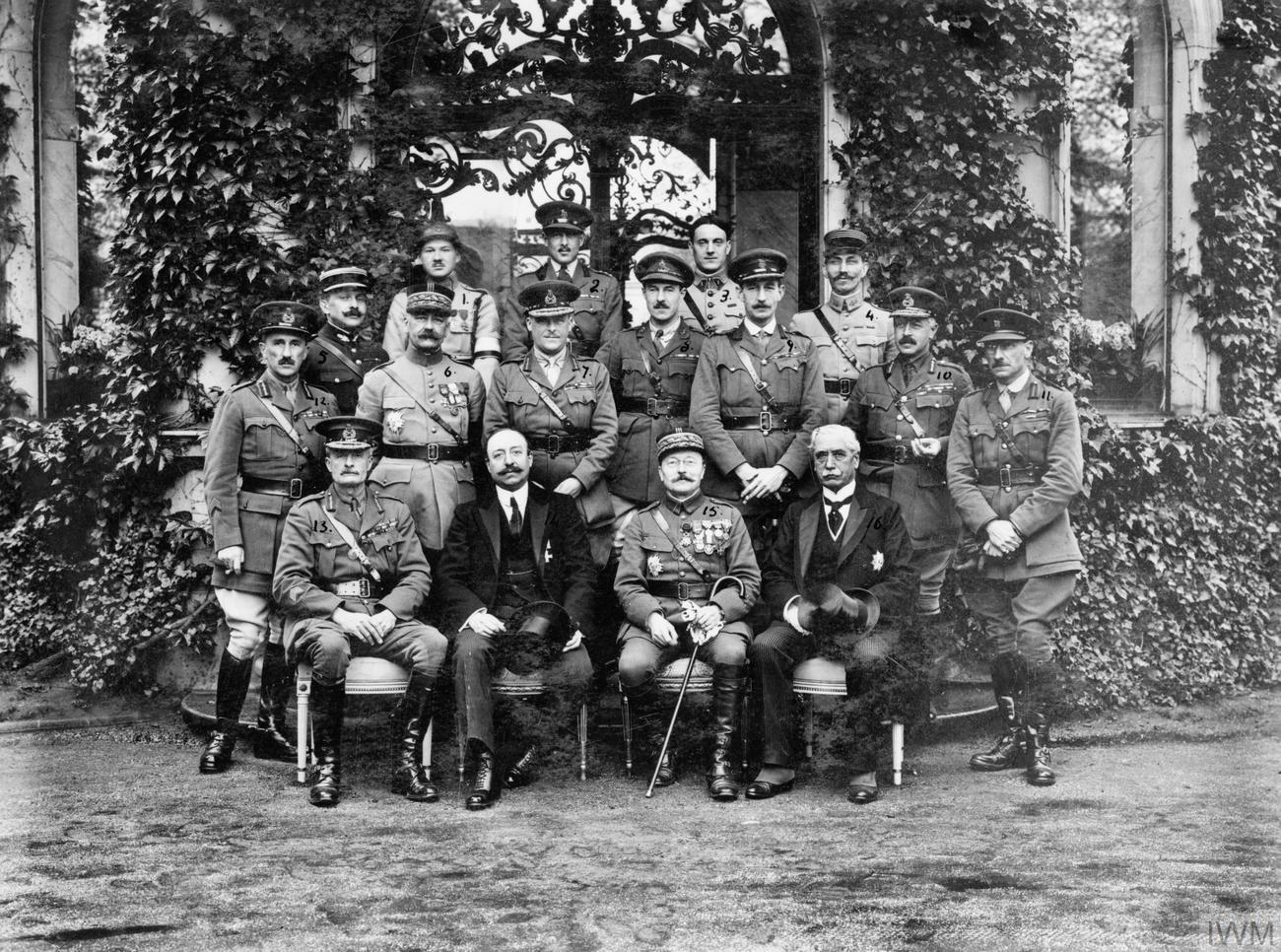
صورة جماعية رسمية للضباط والمفوضين البريطانيين والفرنسيين لجيوش القائد الأعلى لقوات التحالف، مارينبرغ

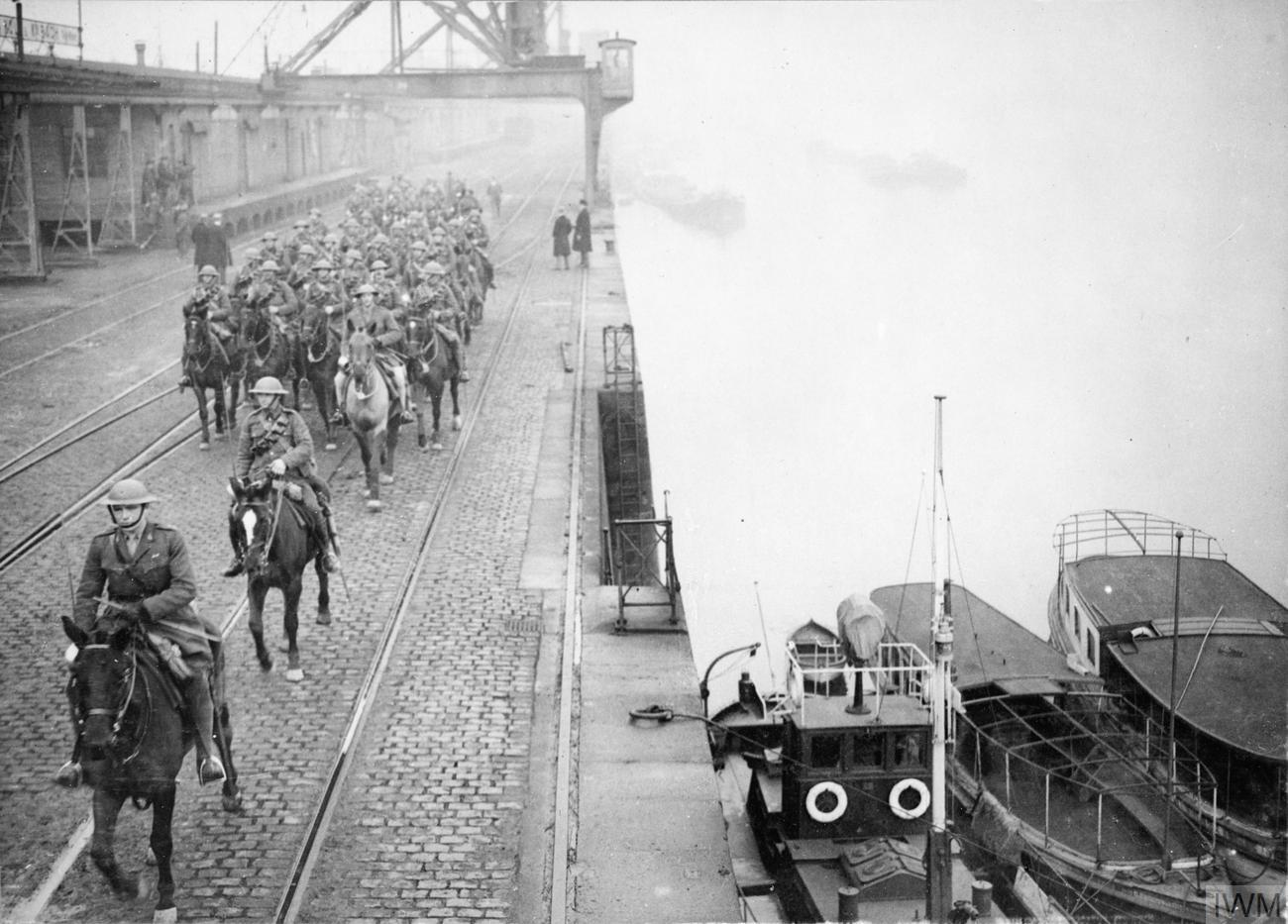
18 فرسان في كولونيا، 6 ديسمبر 1918.

تم إنشاء أول جيش بريطاني لنهر الراين في مارس 1919 لاحتلال راينلاند. كانت تتألف في الأصل من خمسة فيالق، من قسمين لكل منهما، بالإضافة إلى فرقة سلاح الفرسان:
الفيلق الثاني: بقيادة السير كلود يعقوب
فيلق الرابع : بقيادة السير ألكساندر جودلي
الفيلق السادس : بقيادة السير إيلمر هالدان
العاشر فيلق : بقيادة السير توماس مورلاند

### 1945-1994

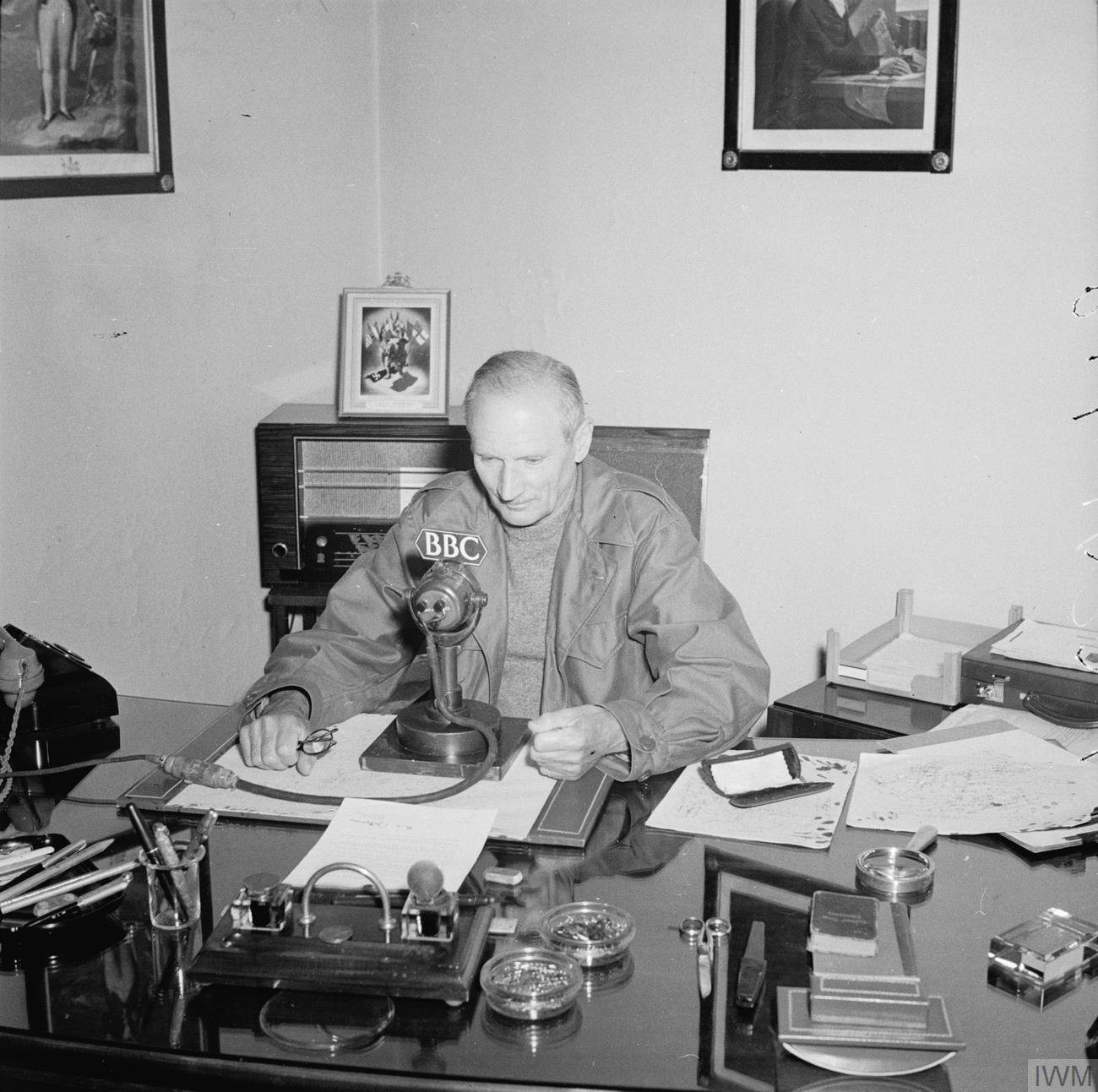
قام المشير فيكونت مونتغمري العلمين بتسجيل بث إذاعي بمناسبة تغيير جيش التحرير البريطاني إلى جيش نهر الراين البريطاني

تم تشكيل الجيش البريطاني الثاني لنهر الراين في 25 أغسطس 1945 من قبل جيش التحرير البريطاني. كانت وظيفتها الأصلية هي السيطرة على أحياء السلك التي كانت تدير الحكومة العسكرية في المنطقة البريطانية بألمانيا المحتلة. بعد تولي الحكومة الحكم من قبل المدنيين، أصبح تشكيل القيادة للقوات في ألمانيا فقط، بدلاً من أن يكون مسؤولاً عن الإدارة أيضًا.
مع تزايد التهديد المحتمل للغزو السوفياتي عبر سهل ألمانيا الشمالية إلى ألمانيا الغربية، أصبحت باور مسؤولة عن الدفاع عن ألمانيا الغربية أكثر من احتلالها. أصبح التكوين الأساسي الذي يسيطر على المساهمة البريطانية في الناتو بعد تشكيل التحالف في عام 1949. وكان تشكيل القتال الأساسي البريطاني فيلق الأول. من عام 1952 ، كان القائد الأعلى للـ BAOR أيضًا قائد مجموعة جيوش الشمال التابعة لحلف الناتو (NORTHAG) في حالة نشوب حرب عامة مع الاتحاد السوفيتي ومعاهدة وارسو. كان BAOR سابقًا مسلحًا بأسلحة نووية تكتيكية. في عام 1967، تم تخفيض القوة إلى 53000 جندي.